# Hugo Stinnes

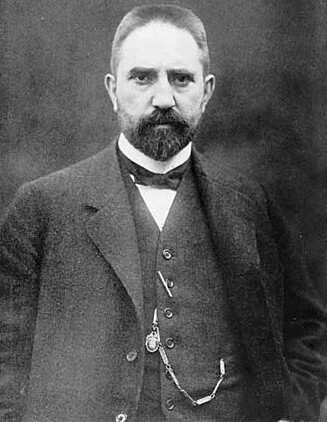
Hugo Stinnes, um 1900

Hugo Adolf Eugen Victor Stinnes (* 12. Februar 1870 in Mülheim an der Ruhr; † 10. April 1924 in Berlin) war ein deutscher Industrieller und Politiker.
Der von ihm ab 1893 und insbesondere nach dem Ersten Weltkrieg geschaffene Montan-, Industrie-, Handels- und Medienkonzern gehörte zu den größten unternehmerischen Konglomeraten Deutschlands. Zu Beginn der Weimarer Republik zählte Stinnes zu den einflussreichsten Persönlichkeiten im Deutschen Reich. Von Arbeitgeberseite war er wesentlich an der Einigung mit der Arbeiterbewegung nach dem Ersten Weltkrieg beteiligt (Stinnes-Legien-Abkommen). Da er von der Nachkriegsinflation durch die aggressive Fremdfinanzierung seiner Unternehmen stark profitierte, ist er auch als Inflationskönig in Erinnerung.

## Familie

Hugo Stinnes im Alter von 10 Monaten

Stinnes wurde als zweiter Sohn von Hermann Hugo Stinnes (1842–1887) und Adeline Stinnes (1844–1925), geborene Coupienne, in eine wohlhabende Mülheimer Unternehmerfamilie geboren, die bereits seit Anfang des 19. Jahrhunderts im Handel und Bergbau tätig war. Die Familie Stinnes gehörte spätestens seit der erfolgreichen Unternehmensgründung von Hugo Stinnes’ Großvater Mathias Stinnes, der 1808 mit dem Transport von Kohle und anderen Gütern auf dem Rhein zwischen Köln und Amsterdam begonnen hatte, zu den angesehenen und wohlhabenden Familien Mülheims. Bereits 1839 begann die Familie, in Bergbaubeteiligungen zu investieren. Die Handelsaktivität der Familie war in der Mathias Stinnes KG gebündelt, die Bergbaubeteiligungen umfassten die Kuxmehrheiten an den Zechen Victoria Mathias, Graf Beust, Friedrich Ernestine, Carolus Magnus und Mathias Stinnes.
Seit 1895 war Hugo Stinnes mit Cläre Stinnes, geborene Wagenknecht, verheiratet. Gemeinsam hatten sie insgesamt sieben Kinder: Edmund (1896–1980), Hugo Hermann (1897–1982), Clärenore (1901–1990), Otto (1903–1983), Hilde (1904–1975), Ernst (1911–1986) und Else (1913–1997).

## Unternehmerische Laufbahn
Nach Lehraufenthalten im Koblenzer Handelsunternehmen Carl Spaeter und in der Mülheimer Zeche Wiesche studierte Stinnes an der Königlichen Bergakademie in Berlin Bergbau sowie Chemie und trat 1890 als Prokurist in das Familienunternehmen Mathias Stinnes KG ein.

### Hugo Stinnes GmbH
Mit 23 Jahren zerstritt sich Stinnes mit dem Geschäftsführer der Mathias Stinnes KG, seinem Vetter Gerhard Küchen, dem er Unfähigkeit und eine Neigung zum Alkohol vorwarf, und machte sich trotz seines jungen Alters selbstständig. Dabei unterstützten ihn seine Mutter und andere Familienangehörige finanziell. Seine Mutter verkaufte dazu ihren Anteil an der Mathias Stinnes KG. Stinnes gründete ein Einzelunternehmen, das aber bereits 1903 in die Hugo Stinnes GmbH umgewandelt wurde. Er begann, unabhängig vom Familienunternehmen, seinen eigenen internationalen Handelskonzern aufzubauen, der den bisherigen Familienbesitz bei weitem übertraf. Stinnes erwarb die familieneigene Zeche Mathias Stinnes und die Straßburger Kohlen-Aufbereitungsanstalt GmbH und baute daraus einen Kohlenhandel mit Süddeutschland und der Schweiz auf. Dieses Handelsgeschäft erweiterte er mit einer bescheidenen Reederei, die er jedoch schnell ausbaute. Er expandierte und eröffnete für die Hugo Stinnes GmbH Niederlassungen in ganz Europa und Übersee. Dabei forcierte er neben dem weltweiten Kohlenhandel und dem Im- und Export von Eisen- und Stahlprodukten insbesondere den Handel mit Neben- und Vorprodukten der Schwerindustrie. So war das Unternehmen auch bedeutender Importeur von Holz aus Russland und dem Baltikum für die Bergwerks-Industrie sowie von schwedischem Eisenerz.

### Vertikale Integration der Schwerindustrie
Stinnes zeigte sich als erfolgreicher Organisator von vertikalen Verflechtungen in Handel und Schwerindustrie und war in der Folge an der Gründung zahlreicher Großkonzerne im Rheinland und im Ruhrgebiet beteiligt, wo er insbesondere die Bildung großer und effizienter Einheiten anstrebte. Im Gegensatz zu Trusts angelsächsischer Prägung – beispielsweise der Standard Oil Company – versuchte Stinnes stets, Synergieeffekte durch vertikale Integration der schwerindustriellen Produktionsstufen zu erreichen. Er arbeitete oft mit August Thyssen zusammen und unterhielt zur Deckung des enormen Kapitalbedarfs seines rasch wachsenden Konzerns Beziehungen zu zahlreichen Bankiers wie Waldemar Mueller (Dresdner Bank), Carl Klönne (Schaaffhausen / Deutsche Bank) und Bernhard Dernburg (Darmstädter Bank für Handel und Industrie).
Neben der Hugo Stinnes GmbH waren die Schwerpunkte seiner unternehmerischen Aktivität die Gründung und der Ausbau der Rheinisch-Westfälischen Elektrizitätswerke (RWE), des Mülheimer Bergwerks-Vereins (MBV) sowie der Aufstieg der Deutsch-Luxemburgischen Bergwerks- und Hütten AG (Deutsch-Luxemburg). Daneben war er maßgeblich an Unternehmen wie der Saar- und Mosel-Bergwerks-Gesellschaft (Saar-Mosel) und der HAPAG beteiligt.
Insbesondere im Energie- und Verkehrsbereich war Stinnes ein Verfechter von gemischtwirtschaftlichen Ansätzen, mit denen er privates Unternehmertum und damit effiziente Steuerung mit hoheitlichen Aufgaben und nationalen Interessen kombinieren wollte. Hierdurch wurde er zu einem Hauptinitiator der Elektrifizierung des deutschen Westens, des Ausbaus des west- und süddeutschen öffentlichen Nahverkehrs, der Konsolidierung der europäischen Schwerindustrie, der Schaffung effizienterer weltweiter Vertriebswege für deutsche Kohle sowie der wirtschaftlichen Nutzung von Gas zur Energieerzeugung.
Im Juni 1923 begann Stinnes nach Übernahme der A. Riebeck’schen Montanwerke um die daraus gebildete Hugo Stinnes-Riebeck Montan- und Oelwerke AG als Kern einen vertikal integrierten Mineralölkonzern zu bilden. Die Ölbasis des Bergwerksbesitzes im Bereich Halle (Saale) sowie Weißenfels-Zeitz und die Erdölkonzessionen in Argentinien wurde durch die Mehrheit der Kuxe der Bergrechtlichen Gewerkschaft Concordia bei Nachterstedt sowie 931 der 1.000 Kuxe der Gewerkschaft Messel auf Grube Messel gestärkt. Hinzu kamen die AG für Petroleumindustrie (Api) in Berlin, die Raffinerie Erdölwerke Dollbergen sowie als Vertriebsorganisation die Oleawerke AG für Mineralöl-Industrie, aus der später die Deutsche Gasolin wurde.

#### Mülheimer Bergwerks-Verein

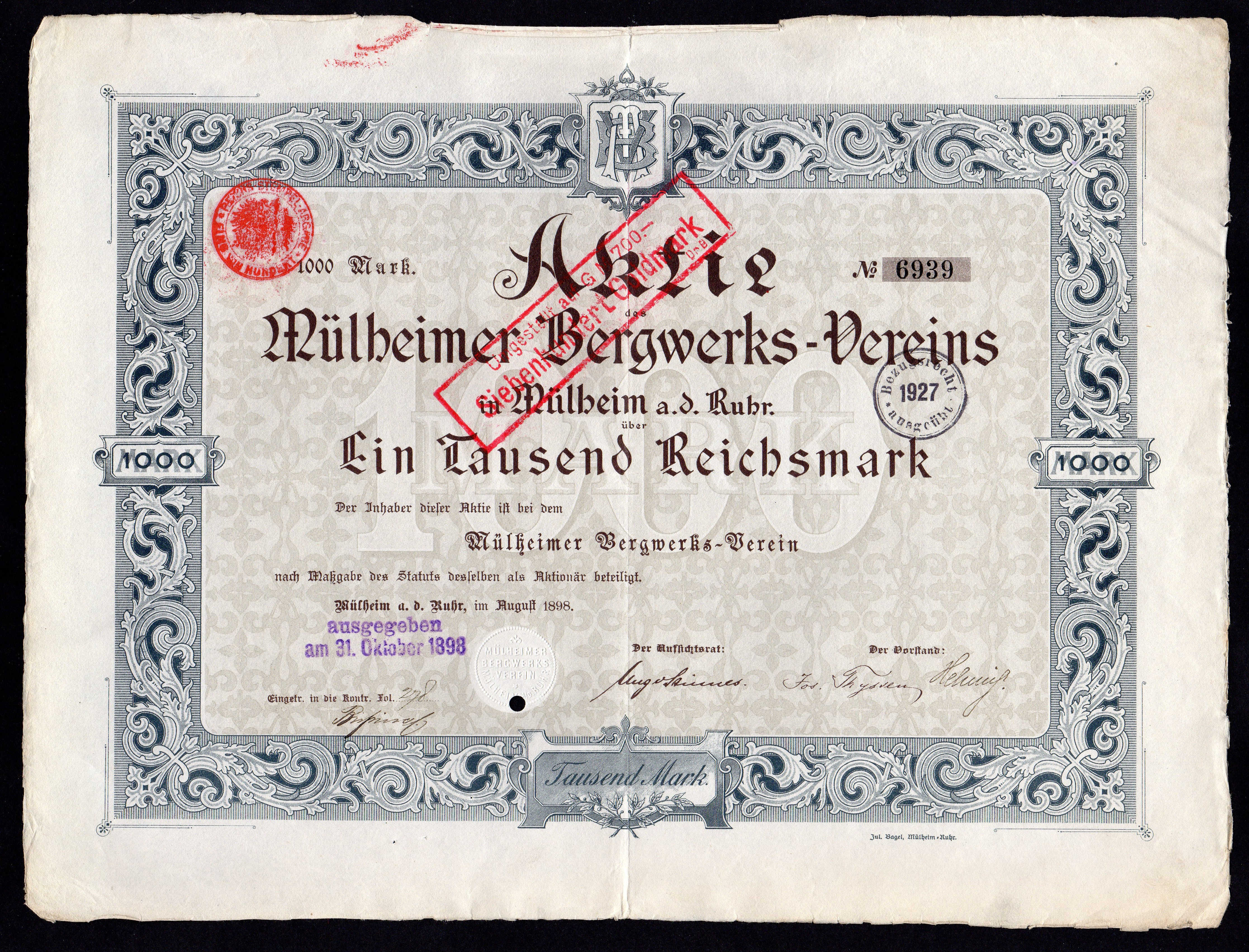
Aktie des Mülheimer Bergwerks-Verein von 31. Oktober 1898, mit Faksimile-Unterschrift von Aufsichtsrat Hugo Stinnes

Nach der Gründung des Rheinisch-Westfälischen Kohlen-Syndikates 1893 erkannte Stinnes die dadurch gebotene Chance der massiven Förderausweitung verbunden mit eigenen Absatzkanälen, da Förderquoten und Preise durch das Kartell künstlich hoch gehalten wurden. Gleichzeitig konnten durch vertikale Integration größere Produktionseinheiten und durch Modernisierung und Ausbau der Nutzung von Nebenprodukten gewaltige Synergieeffekte realisiert werden. Hierzu begann er erstmals Zechenerwerbe und Modernisierung der erworbenen Anlagen in großem Stil fremdzufinanzieren. 1895 erwarb er mit Krediten der Essener Credit-Anstalt die Zechen Graf Beust und Carolus Magnus. Gemeinsam mit August Thyssen und dem Bankier Leo Hanau von der Rheinischen Bank erwarb er 1897 die Zeche Wiesche. Anschließend fassten die gleichen Beteiligten 1898 mehrere, meist wenig effizient arbeitende Zechen rund um Mülheim an der Ruhr, darunter auch Wiesche, zum MBV zusammen, der dadurch zu einem der größten deutschen Zechenunternehmen wurde und durch den physischen Zusammenschluss mehrerer Zechen erhebliche Synergieeffekte realisieren konnte. Von 1898 bis zu seinem Tod fungierte Stinnes als Vorsitzender des Aufsichtsrats.

#### Rheinisch-Westfälische Elektrizitätswerke

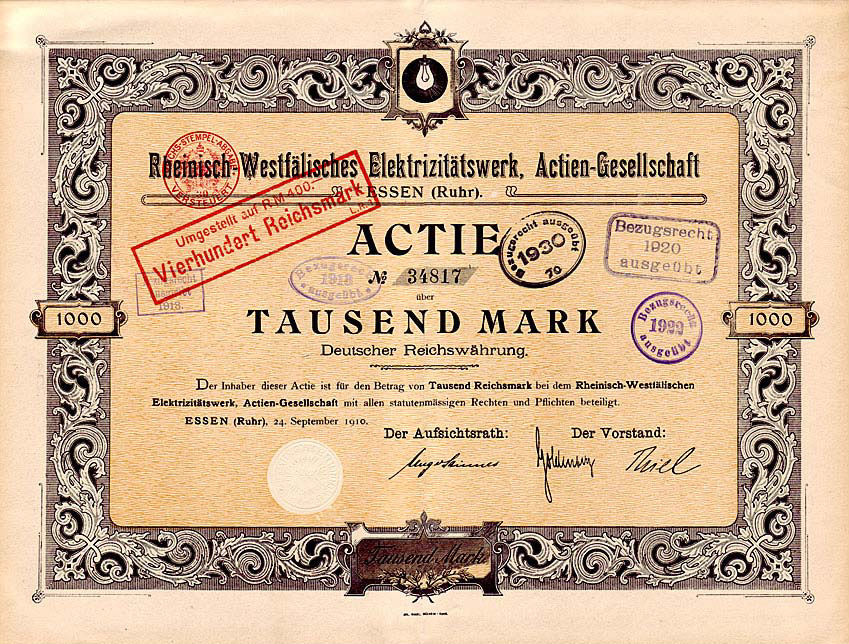
RWE-Aktie von 1910 mit der Unterschrift Stinnes’ als Aufsichtsratsvorsitzender

Die 1898 gegründete Rheinisch-Westfälische Elektrizitätswerk AG errichteten ihr erstes Elektrizitätswerk auf dem Gelände der Stinnes-Zeche Victoria Mathias. Stinnes war seit Gründung Mitglied des Aufsichtsrats. 1902 erwarb Stinnes zusammen mit August Thyssen und einem Bankenkonsortium unter Beteiligung der Deutschen Bank, der Dresdner Bank und der Disconto-Gesellschaft während der sog. Energiekrise die Mehrheit am RWE. Von 1903 bis zu seinem Tod fungierte Stinnes als Vorsitzender des Aufsichtsrats. Auf Betreiben von Stinnes begann das RWE unter der Vorstandschaft seines Vertrauten Bernhard Goldenberg eine aggressive Expansion durch den Abschluss von exklusiven Energieversorgungsverträgen mit Kommunen und Landkreisen im Rheinland und in Westfalen sowie durch die Übernahme von Nahverkehrs- und Eisenbahnunternehmen wie der Süddeutschen Eisenbahn-Gesellschaft AG (SEG), die Straßenbahnen und Nebenbahnen in Mittel-, West- und Süddeutschland betrieb. Hierdurch wurde die Elektrifizierung in Deutschland wesentlich beschleunigt. Zur Finanzierung des Wachstums sowie zur Erlangung der notwendigen Konzessionen und Genehmigungen wurde das RWE als gemischtwirtschaftliches Unternehmen mit privaten und kommunalen bzw. staatlichen Anteilseignern organisiert. Vor allem der Einfluss Stinnes’ auf die Energieversorgung wurde von Behördenseite oft kritisch gesehen. So war die Gründung der VEW ursprünglich eine Abwehrmaßnahme besorgter Landräte und Wettbewerber gegen die rasche Ausbreitung des RWE.

#### Deutsch-Luxemburgische Bergwerks- und Hütten-AG
Ab 1901 bauten Stinnes und Bernhard Dernburg aus mehreren defizitären Bergwerken im Ruhrgebiet und Hütten in Differdingen (Luxemburg) die Deutsch-Luxemburgische Bergwerks- und Hütten-AG (nachfolgend „DL“ genannt), einen der größten vertikal integrierten deutschen Montankonzerne auf. Noch stärker als das RWE oder der MBV war die „DL“ ein Paradebeispiel für Stinnes’ Wachstumsstrategie. Obwohl das Unternehmen stets sehr schwach kapitalisiert war, expandierte die „DL“ durch ständige Akquisitionen, um sich entweder den Zugriff auf Vorprodukte zu sichern oder selbst Kapazitäten der nachfolgenden verarbeitenden Produktionsstufen aufzubauen. Die „DL“ ist gleichzeitig ein Beispiel für die kreative Nutzung bzw. Umgehung der Kartellabsprachen des RWKS, in dem Hüttenzechen – also integrierte Bergbau- und Stahlwerke – ihre Kohlenfördermengen zu einem unterhalb des Kartellpreises liegenden Eigenbedarf selbst verwerten konnten, während die Großkunden zum Verkaufspreis beziehen mussten. Neben dem gesicherten Absatz der Bergwerke konnten die stahlverarbeitenden Konzernteile dadurch Kostenvorteile realisieren. Die größten Akquisitionen des Konzerns waren die Dortmunder Louise Tiefbau AG (1908), die Dortmunder Union (1910), die ursprünglich von Stinnes und August Thyssen aufgebaute Saar-Mosel (1910/1916) sowie die Nordseewerke.
1920 wurde das Unternehmen zusammen mit dem Bochumer Verein und der Gelsenkirchener Bergwerks-AG (GBAG) zur Interessengemeinschaft Rhein-Elbe-Union AG zusammengefasst. Diese wurde ebenfalls noch 1920 unter Beteiligung der Siemens-Unternehmen zur Interessengemeinschaft Siemens-Rheinelbe-Schuckert-Union mit Sitz in Düsseldorf erweitert.
Stinnes war von 1906 bis zu seinem Tod Vorsitzender des Aufsichtsrats der Deutsch-Luxemburgischen Bergwerks- und Hütten-AG.

#### Weitere wesentliche Mandate
- Westfälisch-Anhaltische Sprengstoff AG: Mitglied des Aufsichtsrats
- Rheinisch-Westfälisches Kohlen-Syndikat: Mitglied des Aufsichtsrats
- Saar-Mosel: Aufsichtsrat 1900–1919, Vorsitzender des Aufsichtsrats 1916–1919
- Rheinische Bank: stellvertretender Vorsitzender des Aufsichtsrats 1902–1915
- GBAG: Mitglied des Aufsichtsrats 1904–1924
- Phönix: Mitglied des Aufsichtsrats 1907/1908
- Süddeutsche Eisenbahn-Gesellschaft (SEG): Vorsitzender des Aufsichtsrats 1909–1924
- Bochumer Verein: Vorsitzender des Aufsichtsrats 1920–1924
- Österreichisch-Alpine Montangesellschaft: Hauptaktionär 1921–1924

sowie eine Vielzahl von Mitgliedschaften in Grubenvorständen, beispielsweise der Zechen Friedlicher Nachbar und Baaker Mulde sowie bei den familieneigenen Zechen Victoria Mathias, Mathias Stinnes, Carolus Magnus, Graf Beust und Friedrich Ernestine.

### Erster Weltkrieg und Expansion in der Weimarer Republik
Im Ersten Weltkrieg wurde Stinnes, auch durch die umfangreiche Munitionsproduktion der Dortmunder Union, zu einem der wichtigsten Kriegslieferanten für das deutsche Heer. In Zusammenarbeit mit deutschen Militärstellen wie der Kriegsrohstoffabteilung expandierte er in der Energie- und Metallherstellung sowie der chemischen und der Metall verarbeitenden Industrie, beispielsweise durch Gründung des Erftwerkes und durch Erschließung von Rohstoffvorkommen der befreundeten Mittelmächte Rumänien und Türkei, aber auch durch die aggressive „Germanisierung“ der belgischen Rohstoffvorkommen. Zusammen mit anderen deutschen Industriellen wie Walther Rathenau und Carl Duisberg forderte er schließlich die deutsche Regierung auf, nicht nur Rohstoffe und Maschinen gewaltsam aus Belgien zu beschaffen, sondern auch die dringend benötigten Arbeitskräfte. Dies führte zur Deportation zehntausender belgischer Zivilisten, die zur Zwangsarbeit in Industrie und Bergbau nach Deutschland verschleppt wurden.
Im Gegenzug verlor er bereits bei Kriegsbeginn einen Großteil des Besitzes der Hugo Stinnes GmbH, insbesondere die Handelsflotte, und durch die deutsche Niederlage im Krieg den Besitz seiner Montankonzerne in den Ententemächten und den durch den Versailler Vertrag abgetrennten Reichsteilen, was insbesondere die französischen Erz- und die lothringischen Kohlevorkommen von Deutsch-Luxemburg berührte. Darüber hinaus betraf die Ruhrbesetzung den größten Teil seines Unternehmenskonglomerats.
Trotz dieser Verluste kontrollierte Stinnes in der Weimarer Republik nach den Anfangswirren durch seine privaten Unternehmen sowie insbesondere über seine verschiedenen Beteiligungen und Interessengemeinschaften, vor allem die Rhein-Elbe-Union, einen beachtlichen Teil der deutschen Wirtschaft. Hauptsächlich in Reichsmark fremdfinanziert investierte Stinnes hierbei in die verarbeitende Industrie, den Maschinen- und Fahrzeugbau, Reedereien, Zellstofffabriken und das Zeitungswesen. Zugute kam ihm dabei insbesondere der durch die Folgen des Ersten Weltkriegs verursachte Rohstoffmangel im Deutschen Reich, der zum einen den relativen Wert der Montanindustrie gegenüber der verarbeitenden Industrie erhöhte und zum anderen den im wirtschaftlich instabilen Umfeld ständig um die Versorgung mit notwendigen Vorprodukten kämpfenden nachfolgenden Produktionsstufen einen Zusammenschluss mit Rohstofflieferanten wünschenswert erscheinen ließ. Er selbst urteilte 1923 in einem Brief an Eberhard Gothein: „Die Vertikaltrusts, die man mir als bevorzugte Kinder zuschreibt, waren naturgemäß Produkte ihrer Zeit: Folgen ungenügender Produktion und mangelnden Betriebskapitals“.
1924 – im Jahr seines Todes – war Hugo Stinnes an 4.554 Betrieben mit fast 3.000 Produktionsstätten beteiligt.

## Stinnes als Politiker

### Politische Zurückhaltung bis zum Ersten Weltkrieg
Vor dem Ersten Weltkrieg blieb Stinnes politisch eher zurückhaltend und war weniger traditionell geprägt als vergleichbare Ruhrindustrielle. Sowohl die von ihm im Kohlen-Syndikat zu Arbeitsbedingungen und Protektionismus vertretenen Positionen als auch die internationalen Beziehungen und Niederlassungen der Hugo Stinnes GmbH erweckten eher den Eindruck eines weltoffenen Unternehmers, der mit den Positionen der Wirtschaftsaristokratie nicht allzu viel gemein hatte. Dies änderte sich mit dem von Stinnes mit Bestürzung aufgenommenen Beginn des Ersten Weltkriegs, der der Hugo Stinnes GmbH die Geschäftsgrundlage im internationalen Handel entzog. Kurz nach Kriegsbeginn begann Stinnes, umfassende Annexionspläne, insbesondere gegenüber Belgien, zu unterstützen und zeigte entgegen früheren Überzeugungen Sympathien für den Alldeutschen Verband unter dem Krupp-Manager Alfred Hugenberg. Der Wandel ist wohl im Wesentlichen auf ein wirtschaftliches Kosten-Nutzen-Denken, auch in Bezug auf seine eigene unternehmerische Situation, zurückzuführen: Wenn schon Krieg geführt wurde, dann sollte für die „Opfer“ auch eine entsprechende Gegenleistung entstehen. So äußerte er sich 1915 gegenüber Reichskanzler Theobald von Bethmann Hollweg: „Das ganze Volk […] ist opferwillig bis zum Äußersten. Es erwartet aber, dass der Preis des Sieges […] dann auch den blutigen Opfern, die gebracht sind, und den wirtschaftlichen Schädigungen, die ertragen wurden […] entspricht. Es muss bei Friedensschluss unter allen Umständen […] dahin gewirkt werden, dass der zu erwartenden außerordentlichen Steuerlast, mit vielen Milliarden an jährlichen Zinsen, auch Errungenschaften gegenüberstehen, die die Zukunft unseres Vaterlandes militärisch, politisch und wirtschaftlich sichern.“
Gegenüber Ludwig Quidde meinte er: „Ich bin vorm August 1914 der aufrichtigste Anhänger einer friedlichen Verständigung ohne jede Eroberungswünsche […] gewesen, würde mich aber heute [… eines] verbrecherischen Leichtsinns schuldig halten sofern ich nicht, wenn erreichbar, für eine Erweiterung der Grenzen im Ausmaße der von den wirtschaftlichen Verbänden gekennzeichneten Grenzen einträte“.
1919 sicherte Stinnes der Friedensverhandlungen ablehnenden Deutschen Vaterlandspartei die Unterstützung des Kohlen-Syndikats.
Durch den von ihm am 10. Januar 1919 auf einem Treffen der Spitzenvertreter der deutschen Wirtschaft in revolutionären Berlin vorgeschlagen und gegründeten Antibolschewistenfonds mit einem Nominalvolumen von 500 Millionen Reichsmark und einer Sofortkreditierung des Fonds in Höhe von 50 Millionen wurde die militärische Niederschlagung des Spartakusaufstandes durch Freikorps gefördert und antibolschewistischen Propaganda, im Wesentlichen nationalistische Propaganda und Parteien finanziert. Über seinen Vertrauten Minoux soll auch Hauptmann Waldemar Pabst finanziert worden sein, der die Ermordung von Rosa Luxemburg und Karl Liebknecht, den Führungspersönlichkeiten des Spartakusaufstandes organisierte. Bereits Ende 1918 hatte er sich mit ca. 4,4 Mio. RM an der Finanzierung des Hugenberg-Medienkonzerns der Wirtschaftsvereinigung zur Förderung der geistigen Wiederaufbaukräfte beteiligt, die nationalistische Propaganda in die Bevölkerung tragen sollte und später zur deutschlandweiten Propagandamaschine für Hitlers NSDAP wurde.
Auch nach dem Ersten Weltkrieg blieb Stinnes Anhänger einer deutschen Ostexpansion, so notierte am 19. November 1922, nach einem Gespräch mit Stinnes, der Chef der Westeuropäischen Abteilung des U.S. Department of State, in seinem Tagebuch:

„Die Vision von Stinnes reicht weit. Er sieht, wie der Weg gen Osten sich wieder öffnet, das Verschwinden von Polen, die deutsche wirtschaftliche Ausbeutung von Russland und Italien. Seine Absicht ist friedlich und auf Wiederaufbau gerichtet.“

### Politischer Aufstieg nach der Novemberrevolution
Stinnes’ Aufstieg zum bedeutenden und einflussreichen Politiker vollzog sich schließlich in der Umbruchsphase zwischen Kriegsende und Herausbildung der Weimarer Republik. Als von der Demobilmachung maßgeblich Betroffener und wirtschaftlicher Schlüsselfigur für die Aufrechterhaltung der Zivilversorgung war er nach der Novemberrevolution wesentlich an den Verhandlungen und dem Ausgleich mit der Arbeiterbewegung beteiligt, unter anderem als Mitglied der Zentralarbeitsgemeinschaft. Als Verhandlungsführer der Arbeitgeber war er 1918 maßgeblich am Stinnes-Legien-Abkommen beteiligt. Mit dem Abkommen wurden, um weitergehende Sozialisierungsforderungen abzuwehren, die Gewerkschaften anerkannt und der Achtstundentag in Deutschland eingeführt. Ebenso vertrat er die Interessen der deutschen Wirtschaft als Präsidiumsmitglied des Reichsverbands der Deutschen Industrie und als Experte in den in Reparationsverhandlungen auf der Konferenz von Spa 1920. Dort hinterließ er mit einer auftrumpfenden Rede bei den Siegermächten einen „üblen Eindruck“ (Peter Krüger), den der verbindlichere Reichsaußenminister Walter Simons abzumildern vermochte.
Während des Ruhrkampfs, der französischen Besetzung des Ruhrgebiets 1923/24, war er einer der Verhandlungsführer für die Ruhrindustriellen (MICUM-Abkommen). Stinnes galt seit Anfang der 1920er Jahre allgemein als das Sprachrohr der deutschen Wirtschaft. Das Time-Magazin bezeichnete ihn 1923 gar als den neuen Kaiser von Deutschland.

### Stinnes als Reichstagsabgeordneter
1920 trat Stinnes der nationalliberalen Deutschen Volkspartei bei und zog wie sein enger Vertrauter Albert Vögler mit deren Mandat als Abgeordneter in den Reichstag der Weimarer Republik ein. Innerhalb der DVP galt Stinnes vor allem durch seine vielfältigen Kontakte zum konservativ-nationalen Lager wie zu führenden Exponenten der DNVP als am rechten Rand der DVP stehend. Für innerparteiliche Gegner wie Gustav Stresemann stellte Stinnes hierbei eine Hypothek nicht nur in der öffentlichen Wahrnehmung, sondern auch in der täglichen Politik dar, da sich Stinnes kaum einer politischen Gruppierung dauerhaft zurechnen ließ. Stinnes’ politische Ansichten waren stattdessen stets von den deutschen (und auch persönlichen) Wirtschaftsinteressen geprägt. Dies führte oft dazu, dass Stinnes eine realistischere, pragmatischere Politik befürwortete, beispielsweise in der Frage der Arbeitsbedingungen, aber oft auch radikale und nicht durchsetzbare Ansichten vertrat, beispielsweise bei der entschiedenen Ablehnung der Reparationsforderungen und in seinen Ideen zur Refinanzierung des deutschen Staatshaushaltes.
Diese widersprüchliche Haltung zeigte sich auch in seinen persönlichen Beziehungen zu Politikern unterschiedlicher Couleur. So stand er beispielsweise dem Kapp-Putsch, den er als „unentschuldbares“ und „verderbliches Unternehmen“ ansah, ablehnend gegenüber, verurteilte ihn aber nicht öffentlich und bot Wolfgang Kapp in seinem schwedischen Ferienhaus, dem Gut Asa (Asa gård) (Gemeinde Lammhult), Exil. Ebenso blieb Stinnes zeitlebens begeisterter Anhänger von Erich Ludendorff. Schiffe seiner Reederei waren aber sowohl nach Ludendorff und Hindenburg, als auch nach dem Gewerkschaftsführer Carl Legien benannt. Zwar war Stinnes’ wirtschaftlicher Sachverstand von allen Regierungen dieser Zeit gefragt und er wurde mehrfach als Kandidat für Ministerämter gehandelt, doch seine meist radikale Ablehnung der Erfüllungspolitik (er selbst meinte, er sei „immer für Erfüllungspolitik gewesen, jedoch nur in den Grenzen der Vernunft und in den Grenzen des für unsere Volkswirtschaft Erträglichen“), sein Primat der Wirtschaftspolitik vor allen anderen Themen und gegen alle politisch-opportunen Sachzwänge, sowie seine an der Regierung vorbei betriebene private Diplomatie mit französischen, britischen und russischen Politikern sorgten letztlich dafür, dass Stinnes als Politiker nicht erfolgreich war.

## Stinnes als Verleger
Seit Mai 1920 – nachdem die Erben des Verlegers Reimar Hobbing († 1919) verkauft hatten – bis 1924 war der Industrielle und DVP-Reichstagsabgeordnete Stinnes durch die Übernahme der Norddeutsche Buchdruckerei und Verlagsanstalt Eigentümer der Deutschen Allgemeinen Zeitung (DAZ) und Herausgeber des Reichsanzeigers und sicherte somit den Einfluss auf die öffentliche Meinung.

### Öffentliche Wahrnehmung
Insgesamt gehörte Stinnes wie sein von ihm hoch geachteter unternehmerischer und politischer Widerpart Walther Rathenau zu den Feindbildern sowohl der extremen politischen Linken als auch der extremen politischen Rechten, deren Antisemitismus und völkischen Wirtschaftskonzepte mit Stinnes’ Primat der Wirtschaftspolitik ebenfalls unvereinbar waren. Insbesondere für kommunistische und sozialistische Zeitgenossen jedoch stellte Stinnes durch seine offensichtliche Verquickung von politischer und wirtschaftlicher Macht sowie aufgrund der als „Verstinnesierung“ und „vertikaler Sozialisierung“ empfundenen Expansion seiner Konzerne in der Inflationszeit das klassische kapitalistische Feindbild dar, das bis heute stark das Bild von Stinnes beeinflusst (siehe beispielsweise die Karikatur von George Grosz in den Weblinks).

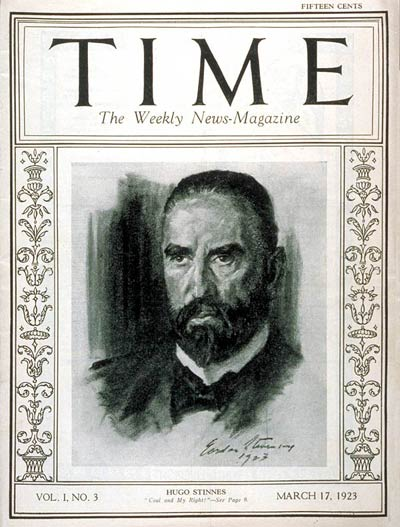
Hugo Stinnes auf dem Titelblatt vom TIME Magazine (17. März 1923)

In der öffentlichen Wahrnehmung galt der als betont sparsam und bewusst schlicht gekleidet beschriebene Stinnes meist als unberechenbar und machthungrig. Sowohl Gewerkschaften als auch konservative Politiker monierten, dass seine politischen Ansichten ausschließlich wirtschaftlich getrieben wären und unterstellten ihm Verschwörungstheorien und Opportunismus. TIME urteilte:

“His aim is the control of the European steel industries, and, like all mysterious figures who move in the no-man's-land of international politics, he stands to win whichever side comes out on top.”

„Sein Ziel ist die Herrschaft über die europäischen Stahlindustrien, und wie alle jene geheimnisvollen Figuren, die sich im Niemandsland der internationalen Politik bewegen, wird er es so einrichten, dass er gewinnt, gleich welche Seite die Oberhand behält.“

Die New York Times titelte über Stinnes:

“Some say he owns Germany. Some call him a bloated capitalist, intent on converting Germany into a gigantic trust. Others see in him a pioneer of Socialism, one whose actions are destined to pave the way for the socialization of the German State.”

„Manche sagen, ihm gehöre Deutschland. Einige nennen ihn einen aufgeblasenen Kapitalisten, der Deutschland in einen gigantischen Trust verwandeln will. Wieder andere halten ihn für einen sozialistischen Pionier, dessen Handlungen den Weg für eine Sozialisierung des deutschen Staatswesens ebnen.“

Stinnes’ Erwerb der regierungsnahen Deutschen Allgemeinen Zeitung im Mai 1920 verfestigte dieses kritische Bild. Die Satirezeitschrift Ulk des Berliner Tageblatts zeigte im selben Monat eine Karikatur von Stinnes als Kapitalist mit Zylinder und Zigarre und der Unterschrift „Stinnes kauft alles“ auf dem Titelbild – zu sehen waren neben Hotels, Schiffen, einer Zeitungsdruckerei und Fabriken auch Politiker, Stimmzettel und eine Wahlurne.
In der 1923 geschriebenen und 1925 im Propyläen-Verlag veröffentlichten Novelle Kobes setzte sich Heinrich Mann kritisch mit Hugo Stinnes auseinander. Der Industrielle wurde von Zeitgenossen aber auch als Heldenfigur gesehen, etwa in dem Roman ‚Kaufmann aus Mülheim‘. Ein Hugo Stinnes-Roman von Nathanael Jünger (1925).

## Tod und Konzernzerfall

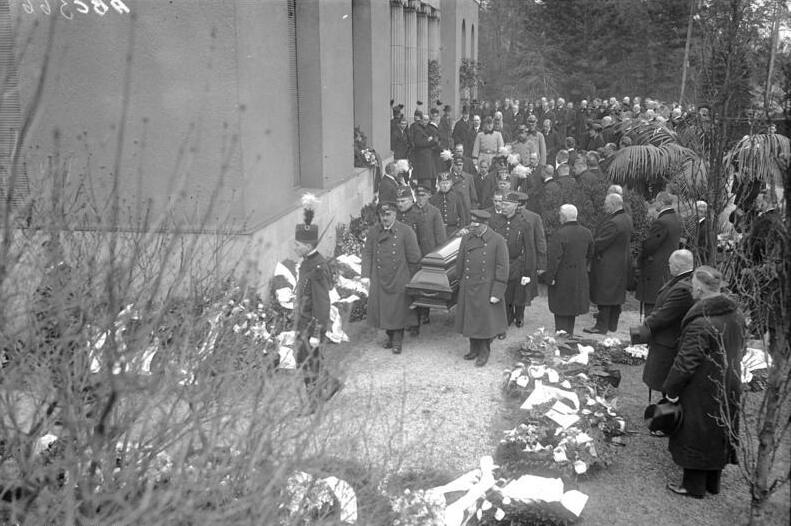
Trauerfeier für Stinnes (1924)

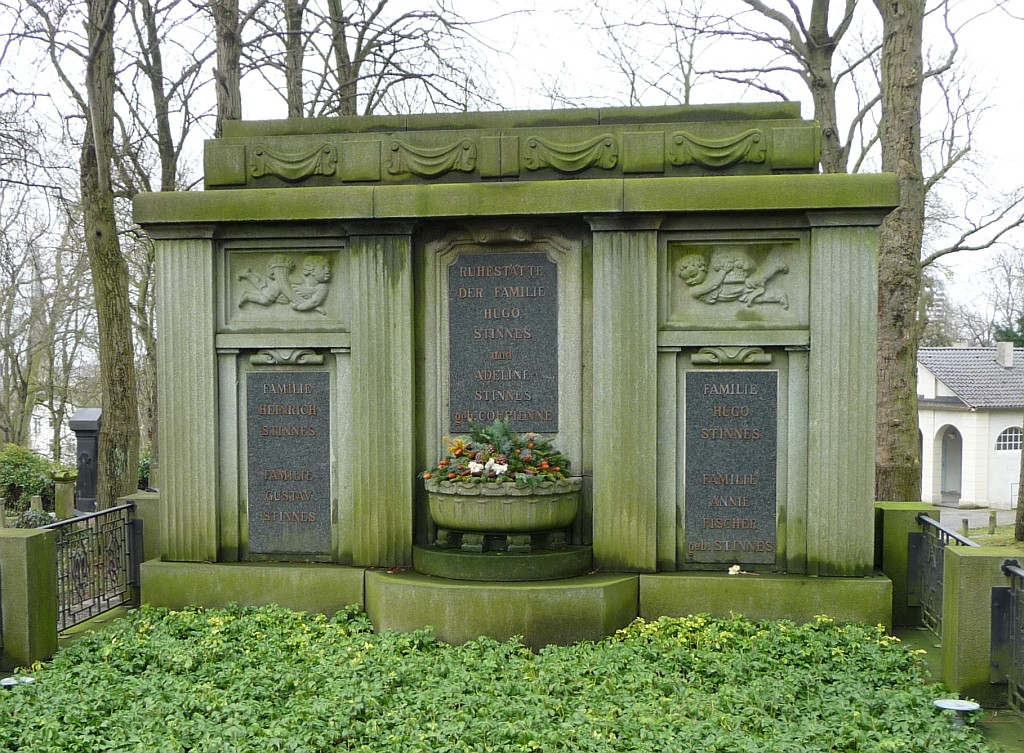
Grab der Familie Hermann Hugo Stinnes (Mitte), rechts von Familie Hugo Stinnes

Wegen chronischer Oberbauchbeschwerden konsultierte er August Bier in Berlin. Wohlinformiert über den Stand der Viszeralchirurgie, bat er ihn ausdrücklich, die Gallenblase im Sinne einer Cholezystektomie zu entfernen; Bier beließ es aber bei der damals noch üblichen Eröffnung und Drainage. Stinnes erlag den Komplikationen mit nur 54 Jahren. Er wurde auf dem Altstadtfriedhof (Mülheim an der Ruhr) im Familiengrab seines Vaters Hermann Hugo Stinnes beigesetzt.
Bereits ein Jahr nach seinem Tod zerfiel sein Imperium, weil seine Erben die Herausforderungen des Endes der Hyperinflation 1925 unterschätzten und die ausstehenden Kredite nicht mehr bedienen konnten. Seine Witwe Cläre Stinnes, mit der er seit 1895 verheiratet war, und seine sieben Kinder, allen voran der zweitälteste Sohn Hugo Hermann Stinnes, konnten nur einen kleinen Teil des Vermögens, insbesondere den Seehandel der Hugo Stinnes Corp., retten; er ging jedoch im Zweiten Weltkrieg verloren. Der Untergang des Lebenswerks von Hugo Stinnes wurde von seinen Gegnern auch dem ungeschickten Handeln der in die Firmenleitung einbezogenen Erben angelastet.
 Seine Tochter Clärenore, vor dem Tod von Stinnes seine Vertraute und Sekretärin, wurde auf Betreiben der Mutter nicht an der Firmenleitung beteiligt.

## Trivia
Überlebt haben bis heute (vor allem im Ruhrgebiet) die Sprichwörter „Das walte Hugo“ (mit dem man etwa ausdrückt: Darüber entscheidet Gott / Das steht fest) und „Reich wie Stinnes!“.
Nach Stinnes war die 1924 eröffnete und 1965 geschlossene Standseilbahn Hugo-Stinnes-Aufzug am Erzberg in Eisenerz benannt.